# Hunnenstein (Niederdossenbach)
Der Hunnenstein ist ein Menhir bei Niederdossenbach in der Gemeinde Schwörstadt im baden-württembergischen Landkreis Lörrach. Er befindet sich von Tannen umgeben im Gewann Krosilienwald. Der 2,5 m hohe Menhir ist aus Granit.
„Der heute geläufige Name ‚Hunnenstein‘ ist vermutlich im 19. Jahrhundert in die eine Breitseite des Monoliths eingemeißelt worden. Er ist gewiß nicht bodenständig, sondern als halbgelehrte Neubildung ins Volk hineingetragen worden.“

## Lage
„Der Menhir steht unweit der Gemarkungsgrenze gegen Dossenbach auf dem sanften Ostabhang einer der zahlreichen flachen Kuppen (420 m), die der Muschelkalktafel des östlichen Dinkelberges ihr Gepräge verleihen.“ 680 m weiter nordnordöstlich steht der Menhir von Dossenbach.

## Fundgeschichte
„1953 wurde im Pfarrwald Distr. V der unter dem Namen Hunnenstein bekannte Menhir auf Veranlassung des Forstamtes Säckingen erneut aufgerichtet. […] Er wurde [zuvor] von den Einheimischen mehrmals ausgegraben, umgelegt und als in einem Kalkgebiet naturgemäß sehr begehrtes Hartsteinmaterial abtransportiert, jedoch auf Betreiben der Forstbehörde ebenso oft wieder an seinen alten Standplatz zurückgebracht. Im Aushub der letzten Baugrube konnten einige römische Scherben aufgesammelt werden. […] Mehrere Wandscherben einfacher römischer Keramik sowie das Randstück einer Kragenschüssel.“

## Beschreibung
„Schlanker, spindelförmiger Monolith aus grauem, leicht kantengerundetem Granit – H. 2,50 m, Di. an der Spitze 0,30 m, Di. in der Mitte 0,50 m.“
Siehe auch: Megalithen am Hochrhein